# Rallier-Insel
Die Rallier-Insel (französisch Îlot Rallier du Baty, in Chile Islote Rallier du Baty) ist eine kleine Insel vor der Westküste der Antarktischen Halbinsel. Im Wilhelm-Archipel liegt sie 350 m westlich des nordwestlichen Ausläufers der Booth-Insel, von dem sie durch den Rallier-Kanal getrennt ist. Vor ihrer Nordseite liegt eine weitere, bislang unbenannte Insel. 
Teilnehmer der Vierten Französischen Antarktisexpedition (1903–1905) unter der Leitung des Polarforschers Jean-Baptiste Charcot entdeckten sie. Charcot benannte die Insel nach dem französischen Polarforscher Raymond Rallier du Baty (1881–1978), damals Kadett der französischen Handelsmarine, der bei dieser Forschungsreise als Matrose auf Charcots Schiff Français angeheuert hatte.